# Académie des sciences morales et politiques

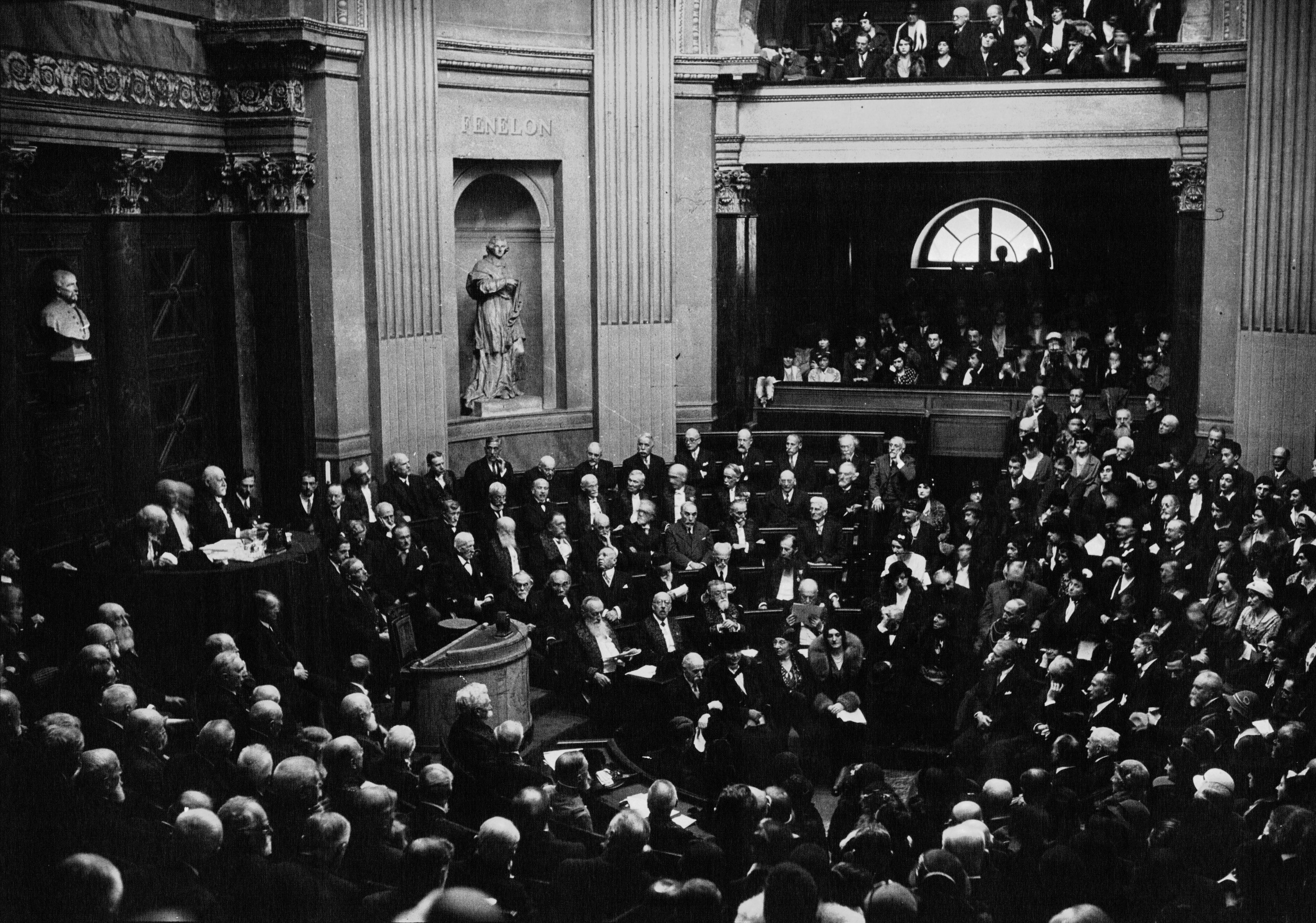
Plechtige bijeenkomst van de Académie des sciences morales et politiques in 1932 ter gelegenheid van de honderdjarige viering van zijn herinstallatie in 1832

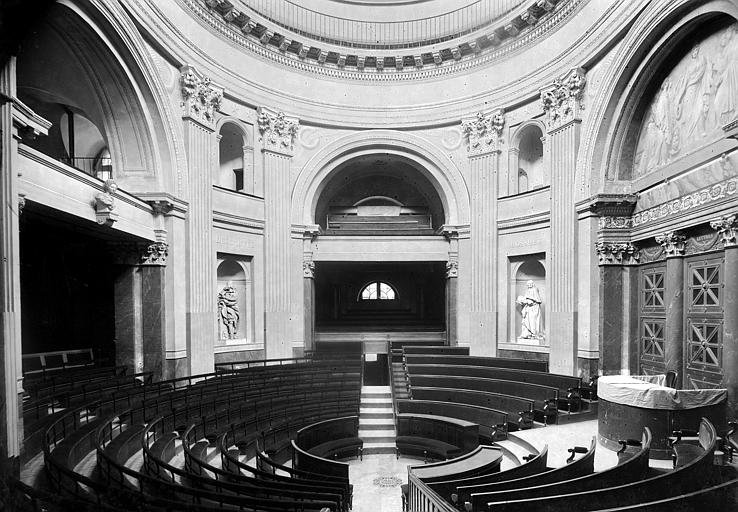
Vergaderzaal, voormalige kapel, in het Collège des Quatre-Nations

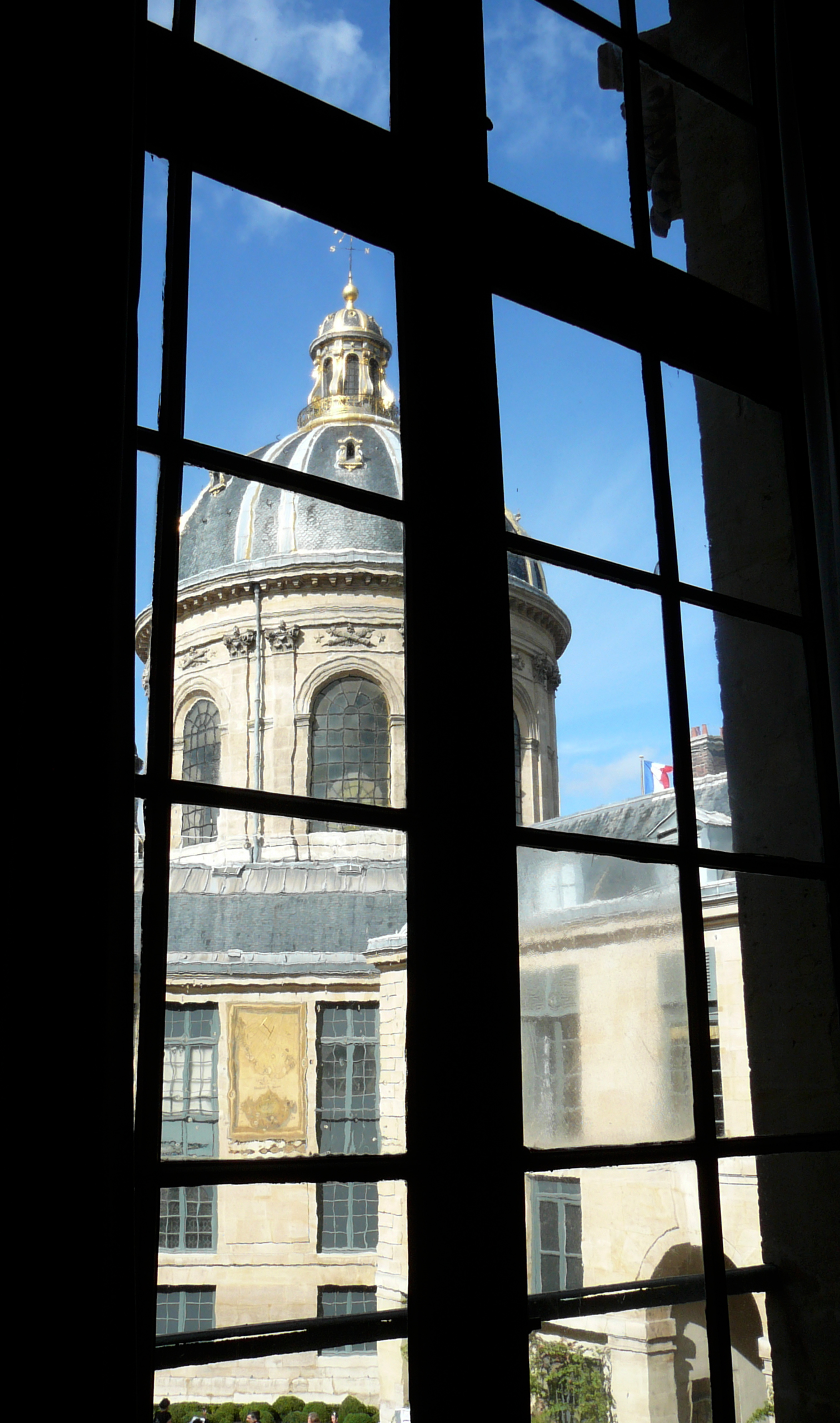

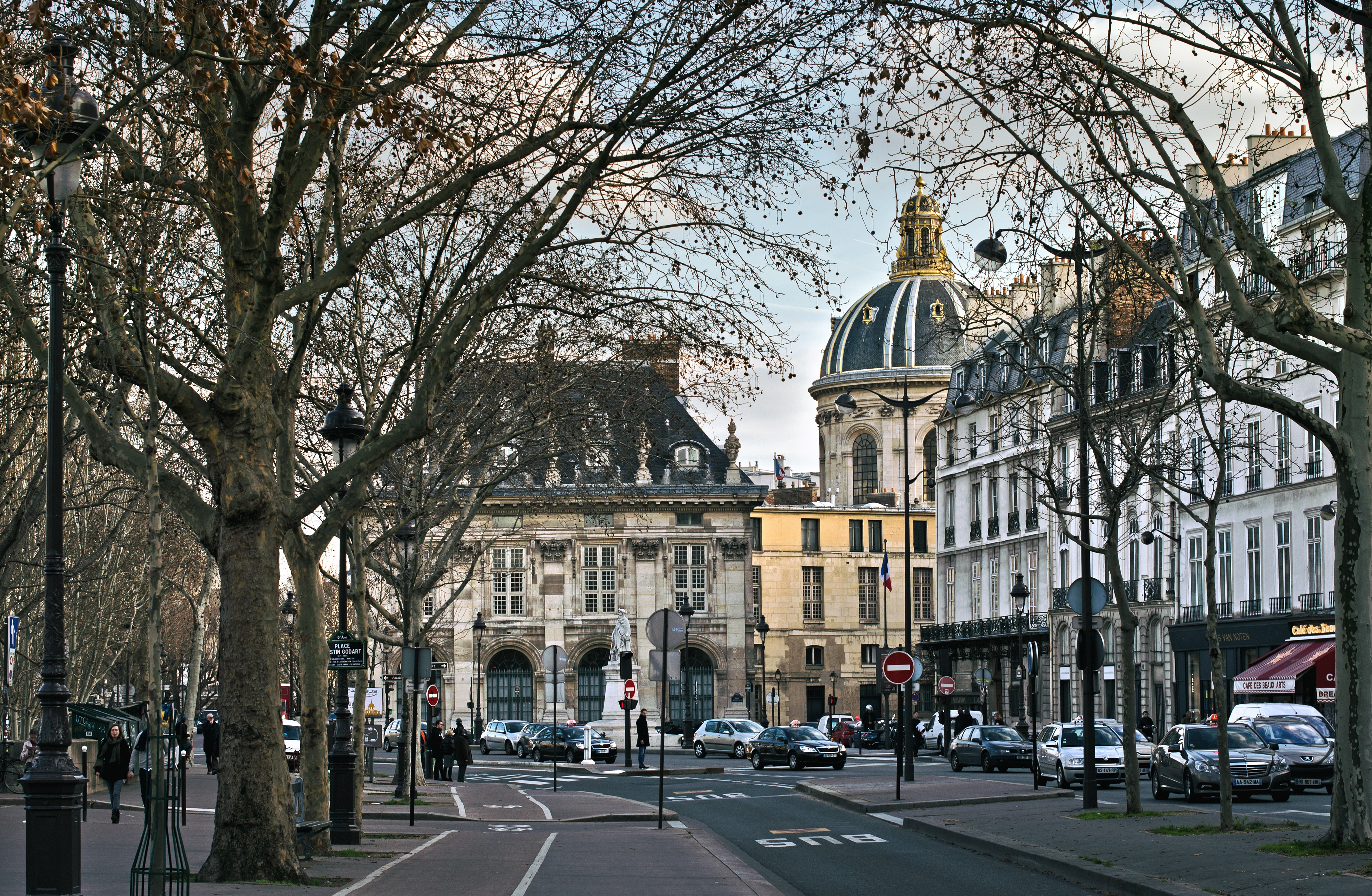
Zicht op het Collège met zijn koepel van op de Place Justin-Godart (2012)

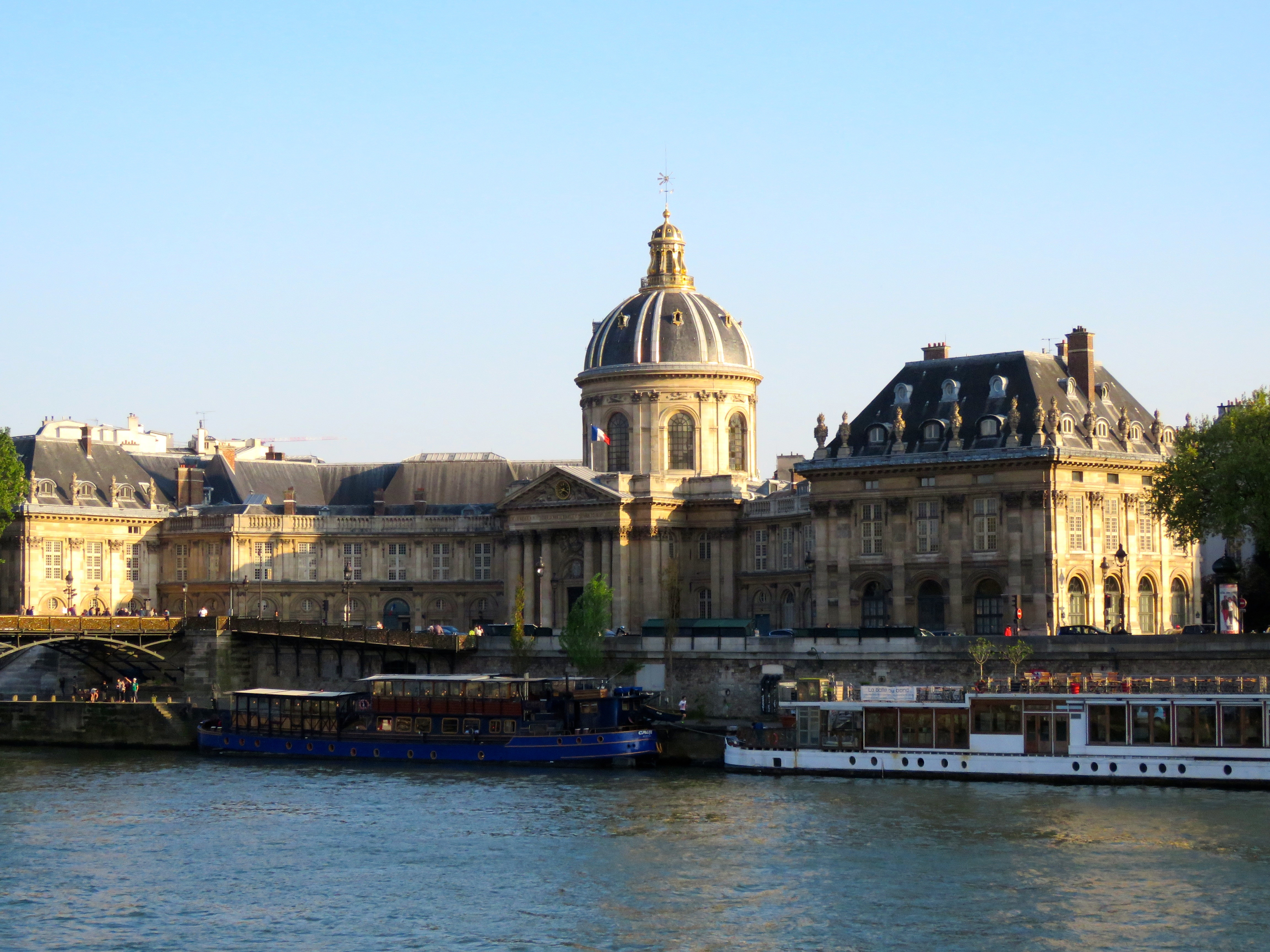

De Académie des Sciences Morales et Politiques (Nederlands: Academie van Morele en Politieke Wetenschappen) is een Frans wetenschappelijk genootschap. Het is een van de vijf academies van het Institut de France met zetel in het Collège des Quatre-Nations te Parijs.
In de nasleep van de Franse Revolutie en na de afschaffing van de oude academies door de Nationale Conventie werd ter vervanging een nieuw Nationaal Instituut in het leven geroepen met daarin meerdere klassen. Een van deze klassen werd in 1795 de klasse van Morele en Politieke Wetenschappen van het Nationaal Instituut. In 1803 werden de klassen evenwel al herschikt, en verdween dit genootschap om pas terug geherinstalleerd te worden in 1832 onder invloed van de toenmalige Franse minister en academicus François Guizot. De Académie des Sciences Morales et Politiques is de oudste Franse instelling in het domein van de humane en sociale wetenschappen. In de geest van Montesquieu werd haar rol om wetenschappelijk het leven van de mensen in de samenleving te beschrijven teneinde zo de beste structuur voor de bestuursorganen van het beleid van deze samenleving te kunnen determineren.
Ook de leden van deze Académie worden gekozen door hun collega's, op basis van hun persoonlijke wetenschappelijke verdienste. De Academie heeft 50 leden verdeeld op basis van hun specialiteiten in zes afdelingen:
I: Filosofie
II: Moraal en Sociologie
III: Wetgeving, publiekrecht en jurisprudentie
IV: Economie, statistiek en financiën
V: Geschiedenis en geografie
VI: Algemene afdeling, voorheen bekend als "vrije leden"
Boven op de 50 leden van deze zes afdelingen worden ook tot 12 geassocieerde buitenlandse leden geselecteerd. In 2013 behoorden zo onder meer Charles, prins van Wales, Josef Ratzinger en Juan Carlos I van Spanje tot deze Académie.

## Huidige leden
| Afdeling                                         | Zetel (nummer) | Lid                                     | Acceptatiedatum |
| ------------------------------------------------ | -------------- | --------------------------------------- | --------------- |
| I : Filosofie                                    | 1              | Chantal Delsol                          | 2007            |
| I : Filosofie                                    | 2              | Alain Besançon                          | 1999            |
| I : Filosofie                                    | 3              | Bernard Bourgeois                       | 2002            |
| I : Filosofie                                    | 4              | Lucien Israël                           | 1996            |
| I : Filosofie                                    | 5              | Bernard d'Espagnat                      | 1996            |
| I : Filosofie                                    | 6              | Jean Mesnard                            | 1997            |
| I : Filosofie                                    | 7              | Rémi Brague                             | 2009            |
| I : Filosofie                                    | 8              | Bertrand Saint-Sernin                   | 2002            |
| II : Moraal en sociologie                        | 1              | Mireille Delmas-Marty                   | 2007            |
| II : Moraal en sociologie                        | 2              | Jean Baechler                           | 1999            |
| II : Moraal en sociologie                        | 3              | Jean Cluzel                             | 1991            |
| II : Moraal en sociologie                        | 4              | Pierre Brunel                           | 2015            |
| II : Moraal en sociologie                        | 5              | Marianne Bastid-Bruguière               | 2001            |
| II : Moraal en sociologie                        | 6              | Vacante zetel                           | 2013            |
| II : Moraal en sociologie                        | 7              | Xavier Darcos                           | 2006            |
| II : Moraal en sociologie                        | 8              | Haïm Korsia                             | 2014            |
| III : Wetgeving, publiek recht en jurisprudentie | 1              | Yves Gaudemet                           | 2014            |
| III : Wetgeving, publiek recht en jurisprudentie | 2              | Bruno Cotte                             | 2010            |
| III : Wetgeving, publiek recht en jurisprudentie | 3              | Jacques Boré                            | 1991            |
| III : Wetgeving, publiek recht en jurisprudentie | 4              | Prosper Weil                            | 1999            |
| III : Wetgeving, publiek recht en jurisprudentie | 5              | André Damien                            | 1994            |
| III : Wetgeving, publiek recht en jurisprudentie | 6              | Gilbert Guillaume                       | 2007            |
| III : Wetgeving, publiek recht en jurisprudentie | 7              | François Terré                          | 1995            |
| III : Wetgeving, publiek recht en jurisprudentie | 8              | Pierre Delvolvé                         | 2009            |
| IV : Economie, statistiek en financiën           | 1              | Vacante zetel                           | 2015            |
| IV : Economie, statistiek en financiën           | 2              | Michel Pébereau                         | 2007            |
| IV : Economie, statistiek en financiën           | 3              | Vacante zetel                           | 2015            |
| IV : Economie, statistiek en financiën           | 4              | Bertrand Collomb                        | 2001            |
| IV : Economie, statistiek en financiën           | 5              | Jean-Claude Casanova                    | 1996            |
| IV : Economie, statistiek en financiën           | 6              | Marcel Boiteux                          | 1992            |
| IV : Economie, statistiek en financiën           | 7              | Yvon Gattaz                             | 1989            |
| IV : Economie, statistiek en financiën           | 8              | Jean Tirole                             | 2011            |
| V : Geschiedenis en geografie                    | 1              | Georges-Henri Soutou                    | 2008            |
| V : Geschiedenis en geografie                    | 2              | Jean-Robert Pitte                       | 2008            |
| V : Geschiedenis en geografie                    | 3              | François d'Orcival                      | 2008            |
| V : Geschiedenis en geografie                    | 4              | Emmanuel Le Roy Ladurie                 | 1993            |
| V : Geschiedenis en geografie                    | 5              | Philippe Levillain                      | 2011            |
| V : Geschiedenis en geografie                    | 6              | Claude Dulong                           | 1996            |
| V : Geschiedenis en geografie                    | 7              | Alain Duhamel                           | 2012            |
| V : Geschiedenis en geografie                    | 8              | Jean Tulard                             | 1994            |
| VI : Algemene afdeling                           | 1              | Renaud Denoix de Saint Marc             | 2004            |
| VI : Algemene afdeling                           | 2              | André Vacheron                          | 2009            |
| VI : Algemene afdeling                           | 3              | Jean-David Levitte                      | 2007            |
| VI : Algemene afdeling                           | 4              | Christian Poncelet                      | 2003            |
| VI : Algemene afdeling                           | 5              | Pierre Mazeaud                          | 2005            |
| VI : Algemene afdeling                           | 6              | Gabriel de Broglie                      | 1997            |
| VI : Algemene afdeling                           | 7              | Jean-Claude Trichet                     | 2010            |
| VI : Algemene afdeling                           | 8              | Thierry de Montbrial                    | 1992            |
| VI : Algemene afdeling                           | 9              | Jacques de Larosière                    | 1993            |
| VI : Algemene afdeling                           | 10             | vacature                                | 2019            |
| Geassocieerde buitenlandse leden                 | 1              | vacante zetel (Javier Pérez de Cuéllar) | 2020            |
| Geassocieerde buitenlandse leden                 | 2              | Josef Ratzinger, paus Benedictus XVI    | 1992            |
| Geassocieerde buitenlandse leden                 | 3              | Charles, prins van Wales                | 1992            |
| Geassocieerde buitenlandse leden                 | 4              | Hassan bin Talal                        | 2008            |
| Geassocieerde buitenlandse leden                 | 5              | Stephen Breyer                          | 2012            |
| Geassocieerde buitenlandse leden                 | 6              | Wolfgang Schäuble                       | 2016            |
| Geassocieerde buitenlandse leden                 | 7              | Ismail Kadare                           | 1996            |
| Geassocieerde buitenlandse leden                 | 8              | Mario Monti                             | 2012            |
| Geassocieerde buitenlandse leden                 | 9              | Dora Bakoyannis                         | 2008            |
| Geassocieerde buitenlandse leden                 | 10             | Zaki Nusseibeh                          | 2021            |
| Geassocieerde buitenlandse leden                 | 11             | Juan Carlos I van Spanje                | 1986            |
| Geassocieerde buitenlandse leden                 | 12             | Jean-Claude Juncker                     | 2006            |

Académie française · Académie des inscriptions et belles-lettres · Académie des sciences · Académie des beaux-arts · Académie des sciences morales et politiques